# Аудиторська фірма
Аудиторська фірма — юридична особа, заснована з метою здійснення аудиторської діяльності.
З часом сформувалось декілька основних видів фірм:
- міжнародні (транснаціональні), які складають «велику четвірку» аудиторських фірм;
- інші національні аудиторські фірми;
- регіональні та місцеві фірми.[1]

Компанії великої четвірки не є окремими фірмами, усі вони об'єднують фірми, що входять в мережу, і використовують загальну назву, бренд та стандарти якості з надання професійних послуг.
У світі склалася в основному така структура аудиторських фірм. Їх очолює партнер, старший менеджер відповідає за проведення аудиторських перевірок, йому підпорядковуються менеджери, що проводять окремі перевірки, менеджеру підпорядковуються аудитори, асистенти та стажисти.
Аудиторські фірмі у своїй діяльності використовують Міжнародні стандарти аудиту. Фірми повинні виконувати вимоги національних законодавчих документів. Аудиторські фірми розробляють свої внутрішніх стандартів, які не суперечить міжнародним стандартам та законодавству країн. Ці стандарти враховують особливості перевірки підприємств різних видів діяльності способи, відображають розуміння та підходи його працівників до перевірок, які проводяться.

## Аудиторські фірми в Україні
Першої аудиторською фірмою в Україні було створене у 1987 році в Києві дочірнє відділення союзної аудиторської фірми «Інаудит» під назвою «Інаудит-Україна». Заснування «Інаудиту» у 1987 році було пов'язане з тим, що іноземні партнери спільних підприємств, що створювалися в СРСР, вимагали аудиту їх діяльності. До складу відділення увійшли колишні державні службовці контрольно-ревізійного управління Міністерства фінансів України. Згодом почали створюватися перші аудиторські компанії, діяльність яких була під контролем держави.
В Україні на 2020 рік зареєстровано майже 900 національних аудиторських фірм.
Діяльність аудиторських фірм в Україні регулює Закон України «Про аудит фінансової звітності та аудиторську діяльність». У ньому визначено, що аудиторська фірма — юридична особа, яка провадить виключно аудиторську діяльність та/або надає неаудиторські послуги на підставах та в порядку, що передбачені цим Законом та міжнародними стандартами аудиту. Загальний розмір частки засновників (учасників) аудиторської фірми, які не є аудиторами та/або аудиторськими фірмами, у статутному капіталі не може перевищувати 30 відсотків. Посадовою особою, яка відповідно до установчих документів здійснює керівництво аудиторською фірмою, може бути лише аудитор. Керівник аудиторської фірми не може бути керівником іншої юридичної особи, що здійснює підприємницьку діяльність за видами, не сумісними з аудиторською діяльністю.